# Vesicomya vesica
Vesicomya vesica är en musselart som först beskrevs av Dall 1886.  Vesicomya vesica ingår i släktet Vesicomya och familjen Vesicomyidae. Inga underarter finns listade i Catalogue of Life.